# Rovio Entertainment
Rovio Entertainment Oyj (anteriormente Relude Oy y Rovio Mobile Oy) es una desarrolladora de videojuegos y compañía de entretenimiento finlandesa, propiedad de SEGA con sede en Keilaniemi, Espoo, Finlandia. 
La compañía se fundó en 2003 bajo el nombre de Relude, y en 2005 cambió su nombre a Rovio. Es reconocida por reservar los derechos de la franquicia de videojuegos Angry Birds.

## Historia
El año 2003, tres estudiantes de la Universidad Tecnológica de Helsinki (actual Universidad Aalto Escuela de Ciencia y Tecnología), Niklas Hed, Jarno Väkeväinen y Dikert Kim participaron en la competencia de desarrollo de juegos para móviles «Assembly Demo Party», patrocinada por Nokia y HP. La victoria con el juego multijugador en tiempo real King of the Cabbage World obligó al trío a crear su propia empresa, Relude. El juego lo vendieron a Sumea (ahora conocidos como Sumea Studios, como parte de Digital Chocolate) y estos cambiaron su nombre a Mole War, que se convirtió en el primer juego multijugador en tiempo real comercializado para celulares en el mundo. 
En enero de 2005, Relude recibió su primera jornada de inversiones de un inversor angelical, y la compañía cambió su nombre a Rovio Mobile.
En diciembre de 2009 Rovio lanzó Angry Birds, un videojuego de puzle exclusivo para Nokia. Angry Birds ha sido descargado más de mil millones de veces, de las cuales el 25% de descargas fueron de pago, lo que lo convierte en uno de los juegos más vendidos de la  App Store.
En marzo de 2011 Rovio consiguió $42 millones en financiamiento de capital de riesgo desde Accel Partners, Atomico and Felicis Ventures. Luego, en julio de 2011, la compañía cambió su nombre a Rovio Entertainment Ltd.
En marzo de 2012, Rovio adquirió Futuremark Games Studio, la división de desarrollo de juegos de la compañía de benchmarking Futuremark, por una cifra no revelada. Al mes siguiente, el 9 de mayo, Rovio anunció que Angry Birds había llegado a su descarga mil millones. El oficial de comunicaciones de la compañía dijo en un mensaje de correo electrónico: «Estamos muy agradecidos por todo el apoyo de los fans, y no podemos esperar a ver lo que nos espera».
El 17 de abril de 2023, la compañía japonesa Sega, anuncia una oferta para adquirir Rovio por 775 millones de dólares, con el propósito de aumentar el ritmo de desarrollo de sus juegos existentes.

## Divisiones

### Rovio LVL11
En mayo de 2014, Rovio crea la división Rovio LVL11, que se encarga de desarrollar juegos no relacionados con Angry Birds. Su primer trabajo fue Retry.

## Juegos actualmente en desarrollo

### Juegos desarrollados por Rovio Entertainment

Logotipo de Angry Birds.

- Angry Birds Match (2017)
- Angry Birds Evolution (2017)
- Angry Birds Blast! (2016)
- Angry Birds Journey (2020)
- Angry Birds Dream Blast (2018)
- Angry Birds Action! (2016)
- Battle Bay (2016)
- Love Rocks (2015)
- Angry Birds 2 (2015)
- Angry Birds Fight! (2015)
- Angry Birds POP!  (2015)
- Angry Birds Transformers  (2014)
- Angry Birds Stella  (2014)
- Angry Birds Epic  (2014)
- Angry Birds Go!  (2013)
- Angry Birds Star Wars II  (2013)
- Angry Birds Friends  (2013)
- Angry Birds Star Wars  (2012)
- Bad Piggies  (2012)
- Amazing Alex (2012)
- Angry Birds Space (2012)
- Angry Birds Rio (2011)
- Angry Birds Seasons (2010)
- Angry Birds (2009)

### Juegos desarrollados por Rovio LVL11
| - Selfie Slam (2014) - Retry (2014) |

### Juegos distruibuidos por Rovio Stars
| - Jolly Jam (2015) - Sky Punks (2014) - Plunder Pirates (2014) - The Croods (2013) - Tiny Thief (2013) - Juice Cubes (2013) |

### No publicado por Rovio Stars
| - Word Monsters (2014) - Icebreaker: A Viking Voyage (2013) |

## Juegos descatalogados (o adquiridos por otras empresas)
| - Bounce Evolution - N900 (2009) - Bounce Tales - N-Gage (2009) - Bounce Touch - N-Gage - Bounce Boing Voyage - N-Gage (2008) - Burger Rush - J2ME - Burnout - J2ME (2007) - Collapse Chaos - J2ME - Cyber Blood - J2ME | - Darkest Fear - iOS (2009), J2ME (2005) - Darkest Fear 2 - J2ME - Darkest Fear 3 - J2ME - Desert Sniper - J2ME (2006) - Dragon & Jade - J2ME - Formula GP Racing - J2ME - Gem Drop - J2ME (2008) - Marine Sniper - J2ME - Mole War - J2ME - Need for Speed: Carbon - J2ME (2006) - Paid to Kill - J2ME - Paper Planes - J2ME (2008) - Patron Angel - J2ME | - Playman Winter Games - J2ME - Shopping Madness - J2ME (2008) - Space Impact: Meteor Shield - N97, J2ME - Star Marine - J2ME (2007) - Sumea Ski Jump - J2ME - Swat Elite Troops - J2ME - US Marine Corps Scout Sniper - J2ME (2006) - Totomi - iPhone, Flash, J2ME - War Diary Burma - J2ME - War Diary Torpedo - J2ME - Wolfmoon - J2ME - X-Factor 2008 - J2ME |